# Uiwang
Uiwang (en coreano:의왕시, Romanización revisada: uiwangsi, léase: Uiuáng) es una ciudad en la provincia de Gyeonggi al norte de la república de Corea del Sur. Está ubicada al sur de Seúl a unos 10 km. Su área es de 54.31 km² (50% bosque)y su población total es de 147.000 (2010).
Es una de las ciudades que rodean a Seúl conocidas en conjunto como Sudogwon. Se conecta con otras ciudades por vías férreas, con Seúl con Línea 1 del metro de Seoul.

## Administración
La ciudad de Uiwang  se divide en 6 distritos (dong).
- Gocheon-dong
- Naesonil(1)-dong
- Naseoni(2)-dong
- Ojeon-dong
- Cheonggye-dong
- Gocheon-dong
- Bugok-dong

## Ciudades hermanas
- Kimitsu, Japón
- Little Rock, Estados Unidos